# Johan Celsius
Johan Celsius, född 1660, död 1710, var en svensk dramatisk diktare, jurist och ämbetsman. Han var son till Magnus Nicolai Celsius och bror till Nils Celsius och Olof Celsius den äldre.

## Tidig karriär
Celsius tillhörde under studietiden i Uppsala en grupp studenter, som gav dramatiska föreställningar där och tidtals även uppträdde i Stockholm 1686–1691 vid den så kallade Lejonkulan, vid den tiden huvudstadens enda verkliga teater, under namnet Dän Swänska Theatren. Studenttruppen författade själv sin repertoar, och Celsius bidrog med Tragedien om Orpheus och Eurydice (1687, återutgiven 1901). Han skrev även pjäsen Comœdia de Disa, uppförd av studenter i Uppsala vid Distingsmarknaden 1687 (utgiven 1892 av Henrik Schück). Detta verk ska finnas bevarat i hans egen handskrift. Hans yngre bror Olof ska ha spelat huvudrollen.
Studenttruppens repertoar fick litet inflytande på senare svensk dramatik.

## Senare liv och karriär
Efter studierna trädde han i tjänst (1702) hos änkedrottning Hedvig Eleonora att sköta förvaltningen på ett gods i Livland, Pebalg. Därefter fortsatte han en framgångsrik karriär inom statsförvaltningen och blev 1707, på Svea hovrätts förord, utsedd till häradshövding i Södertörns domsaga.
Han gifte sig 1705 med Elisabet von Brehmer (f. 1683, d.1748), dotter till hauptmannen över Hedvig Eleonoras livgeding Johan von Brehmer.
Han avled 27 december 1710 Lindhovs gård i Salems socken.